# Flood (produtor musical)
Mark Ellis, mais conhecido como Flood, (Londres, 16 de agosto de 1960) é um produtor de post punk/rock alternativo cujo trabalho geralmente mistura elementos sintéticos e orgânicos.
Algumas de suas colaborações mais conhecidas incluem Nick Cave and the Bad Seeds, The Jesus and Mary Chain, Nine Inch Nails, Depeche Mode, U2, The Smashing Pumpkins, The Sound, Erasure, Curve, Nitzer Ebb, The Killers, e PJ Harvey.